# Кузьминська волость (Старокостянтинівський повіт)
Кузьминська волость — історична адміністративно-територіальна одиниця Старокостянтинівського повіту Волинської губернії з центром у містечку Кузьмин.
Станом на 1886 рік складалася з 8 поселень, 8 сільських громад. Населення — 8256 осіб (3776 чоловічої статі та 4490 — жіночої), 870 дворових господарств.
|                     | Площа, десятин | У тому числі орної, дес. |
| ------------------- | -------------- | ------------------------ |
| Сільських громад    | 5037           | 4347                     |
| Приватної власності | 3167           | 1979                     |
| Іншої власності     | 3495           | 1386                     |
| Загалом             | 11699          | 7712                     |

Поселення волості:
- Кузьмин — колишнє власницьке містечко при річці Случ за 12 верст від повітового міста, 1615 осіб, 323 двори, 2 православні церкви, синагога, єврейський молитовний будинок, школа, 2 постоялих двори, постоялий будинок, 6 лавок, відбувалось 8 ярмарків на рік.
- Воронківці — колишнє власницьке село при річці Случ, 516 осіб, 122 двори, православна церква, школа, постоялий будинок, кузня й 2 водяних млини.
- Голюнки — колишнє власницьке село, 569 осіб, 125 дворів, православна церква, школа і постоялий будинок.
- Каламаринка — колишнє власницьке село при річці Случ, 200 осіб, 33 двори, православна церква, 2 постоялих будинки й водяний млин.
- Лагодинці — колишнє власницьке село, 685 осіб, 144 двори, православна церква, школа, постоялий будинок.
- Мовчани — колишнє власницьке село, 232 особи, 46 дворів, православна церква й постоялий будинок.
- Росолівці — колишнє власницьке село, 711 осіб, 158 дворів, православна церква, школа, постоялий будинок й водяний млин.